# ليندا ليبينا
ليندا ليبينا (من مواليد 8 أكتوبر 1974 في ريغا) هي سيدة أعمال وسياسية من لاتفيا. وهي عضوة سابقة في البرلمان الثالث عشر في لاتفيا (تم انتخابها من حزب من أجل إنسانية لاتفيا، لكنها استقالت). تمثل حاليًا حزب «لاتفيا أولا» الذي شاركت في تأسيسه عام 2021. كما عاشت وعملت في فرنسا.
تخرجت ليبينا من معهد البلطيق الروسي (المعروف الآن باسم أكاديمية البلطيق الدولية) في عام 2005، وحصلت على درجة الماجستير المهنية في إدارة الأعمال والإدارة.